# Estadio José Gregorio Martínez
El Estadio Olímpico José Gregorio Martínez es un estadio multiuso ubicado en la ciudad de Chalatenango, El Salvador. Específicamente en el kilómetro 72½ de la carretera que conduce de San Salvador a la cabecera departamental, es utilizado para el fútbol, donde jugaba de local la Asociación Deportiva Chalatenango. Su capacidad es para 15,000 espectadores.

## Historia
La historia se remonta a los años 70, cuando en ese lugar funcionaba una hacienda llamada Totolco; ese terreno fue adquirido por la CEL y más tarde sería cedido a don José Gregorio Martínez, el fundador de Club Deportivo Chalatenango. Don Gregorio Martínez era muy amigo del general Carlos Humberto Romero, que en ese tiempo fue nombrado presidente de El Salvador y fue también por su ayuda que se construyó el estadio. La idea era crear un complejo deportivo, con el estadio, canchas de basketball y piscinas, pero esto último ya no fue posible porque el general Romero fue derrocado de la presidencia en octubre de 1979. El estadio fue construido con una capacidad para albergar a 15 000 aficionados, con césped natural y con una estructura bastante única que originó su primer nombre:
El Sombrero. "El Estadio El Sombrero" ya permitía ver los partidos de Club Deportivo Chalatenango con más comodidad. Para 1984 se llevó a cabo una votación para cambiarle el nombre; las posibles opciones eran "Estadio Carlos Humberto Romero" (el presidente de El Salvador que ayudó a su construcción) o "Estadio José Gregorio Martínez" (el hombre que fundó Club Deportivo Chalatenango y que luchó por ver construido el estadio). Cuando se decidió votar de nuevo, el General Carlos Humberto Martínez tomó la decisión de que le dieran el honor a José Gregorio Martínez, Sus palabras fueron: “La verdad es que yo hice el estadio, pero Goyo fue quien dio las vueltas para adquirir la tierra y gastó de su bolsillo. Yo sólo gasté el dinero del Estado”.
El 16 de diciembre de 2009 fueron inauguradas las torres de iluminación que hacen posible desarrollar partidos y eventos nocturnos en el recinto. 

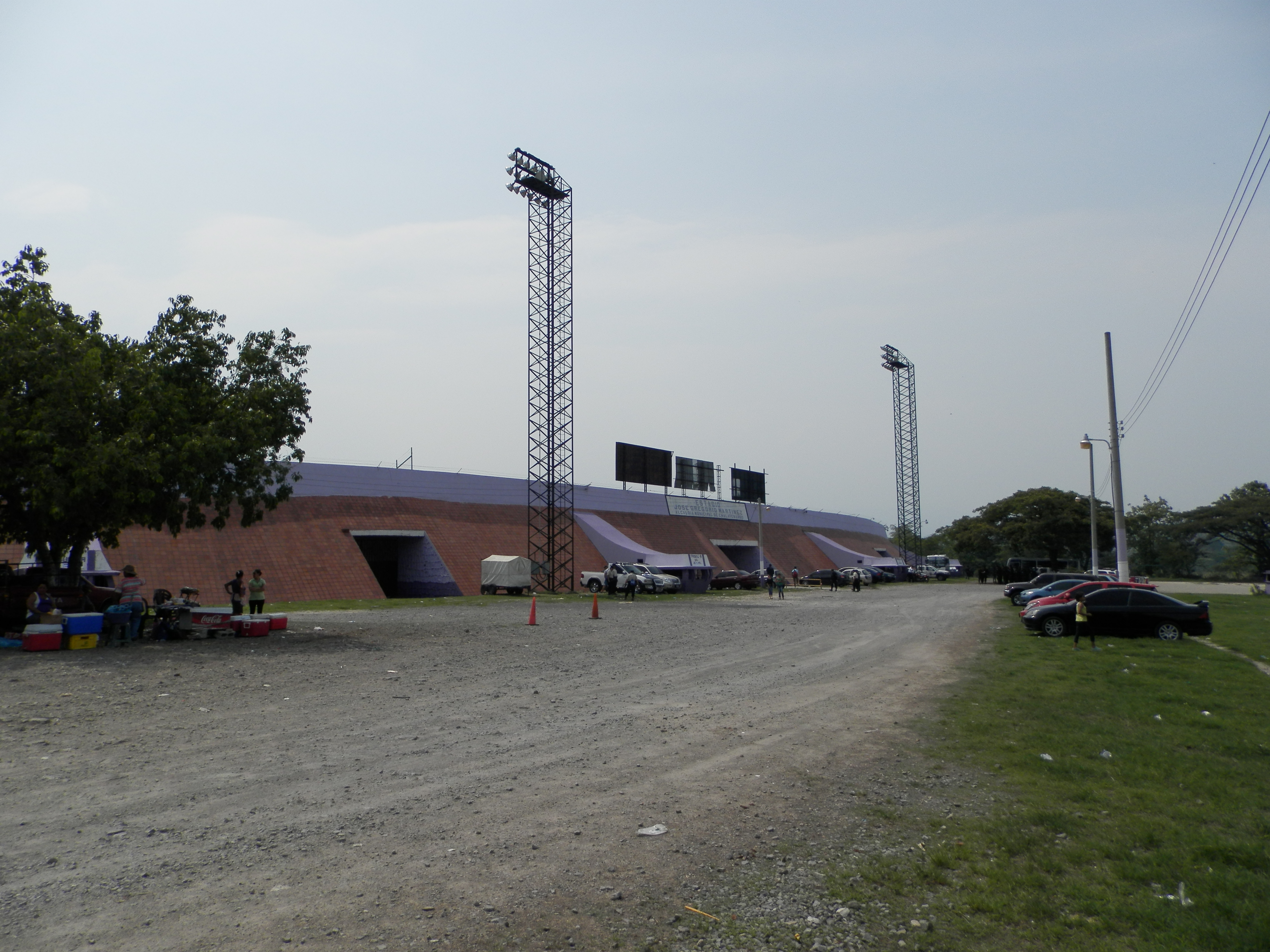
Vista de las afueras del estadio

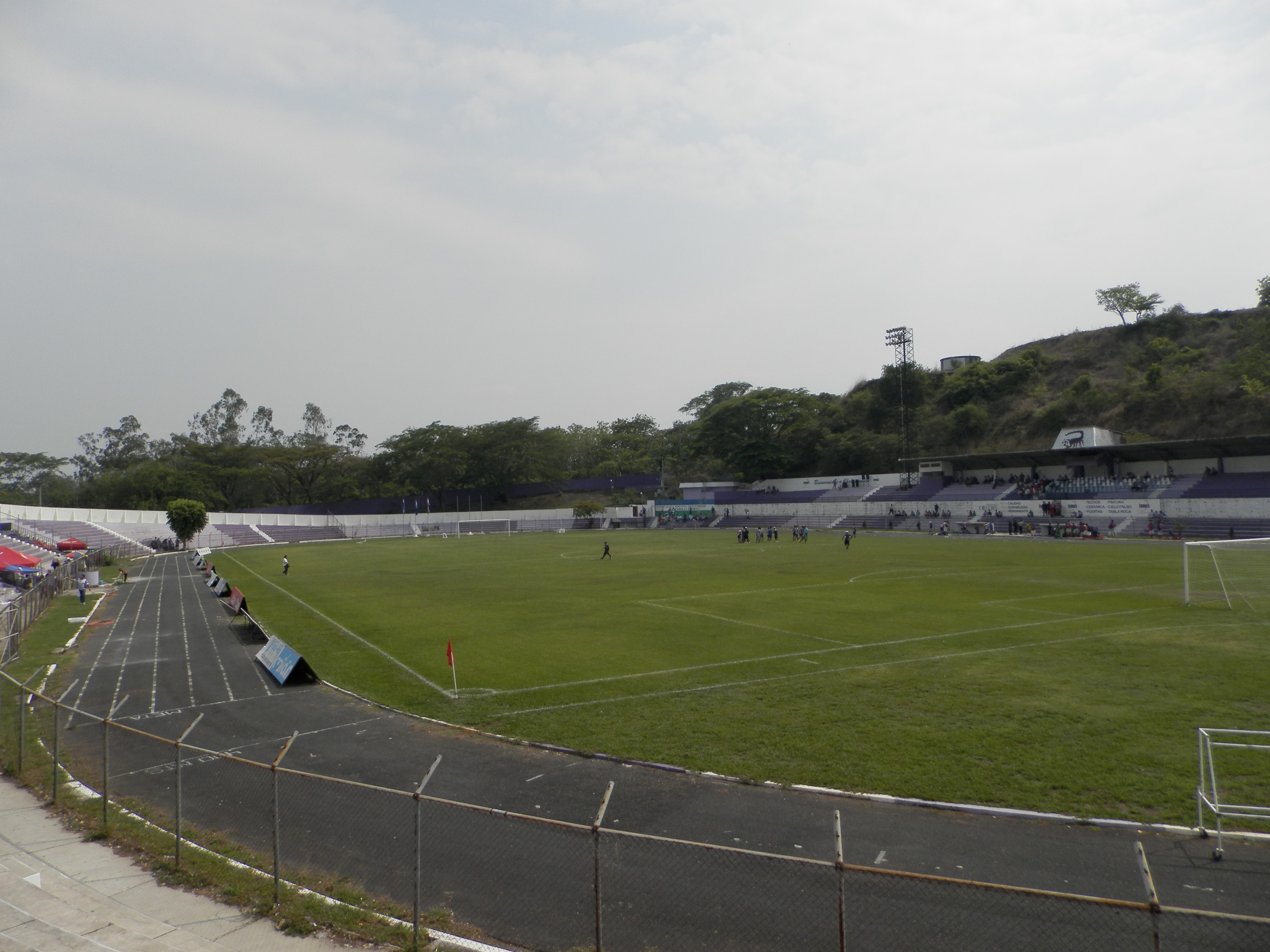
Vista de las afueras del estadio

## Instalaciones y capacidad
El Olímpico José Gregorio Martínez tiene una capacidad para albergar a 15 000 personas cómodamente sentadas y es el cuarto estadio más grande de El Salvador.
- El estadio cuenta con las siguientes especificaciones:
- Pista olímpica para atletismo (no es una pista reglamentaria)
- 6 entradas de acceso al estadio.
- 4 taquillas disponibles para la venta de boletos.
- Cuenta con buen drenaje.
- 2 camerinos para equipo local y visitante
- Un palco presidencial
- Sistema de sonido interno movible
- 2 cabinas para la radio y televisión.
- 4 torres de alumbrado, 2 a cada lado, oriente y poniente. Cada torre cuenta con 3 líneas de faneles y un total de 18 halógenas cada una.
- Parqueo propio para 500 vehículos.

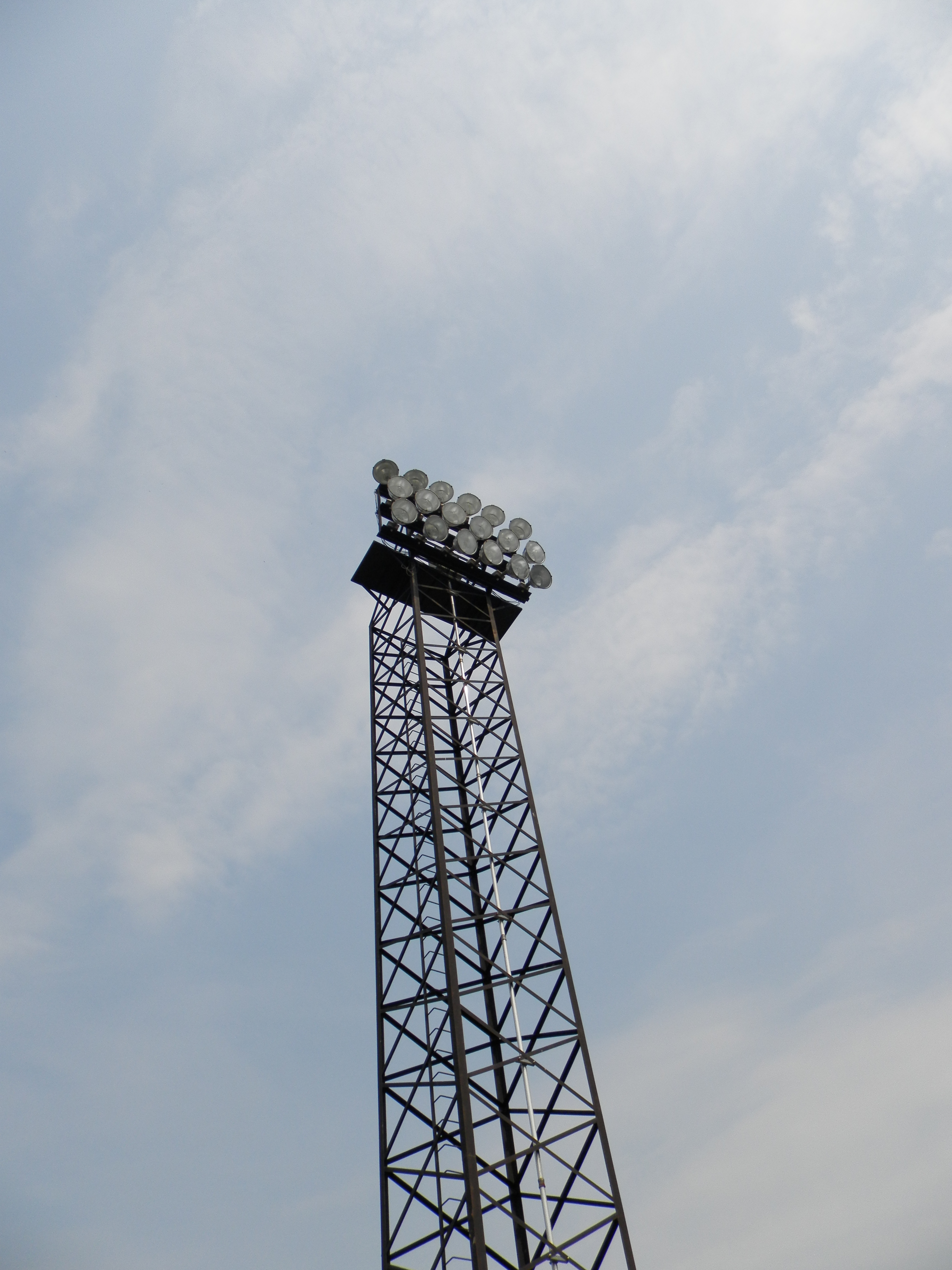
Una de las torres de alumbrado

El Estadio José Gregorio Martínez cuenta con la siguiente distribución en sus instalaciones:

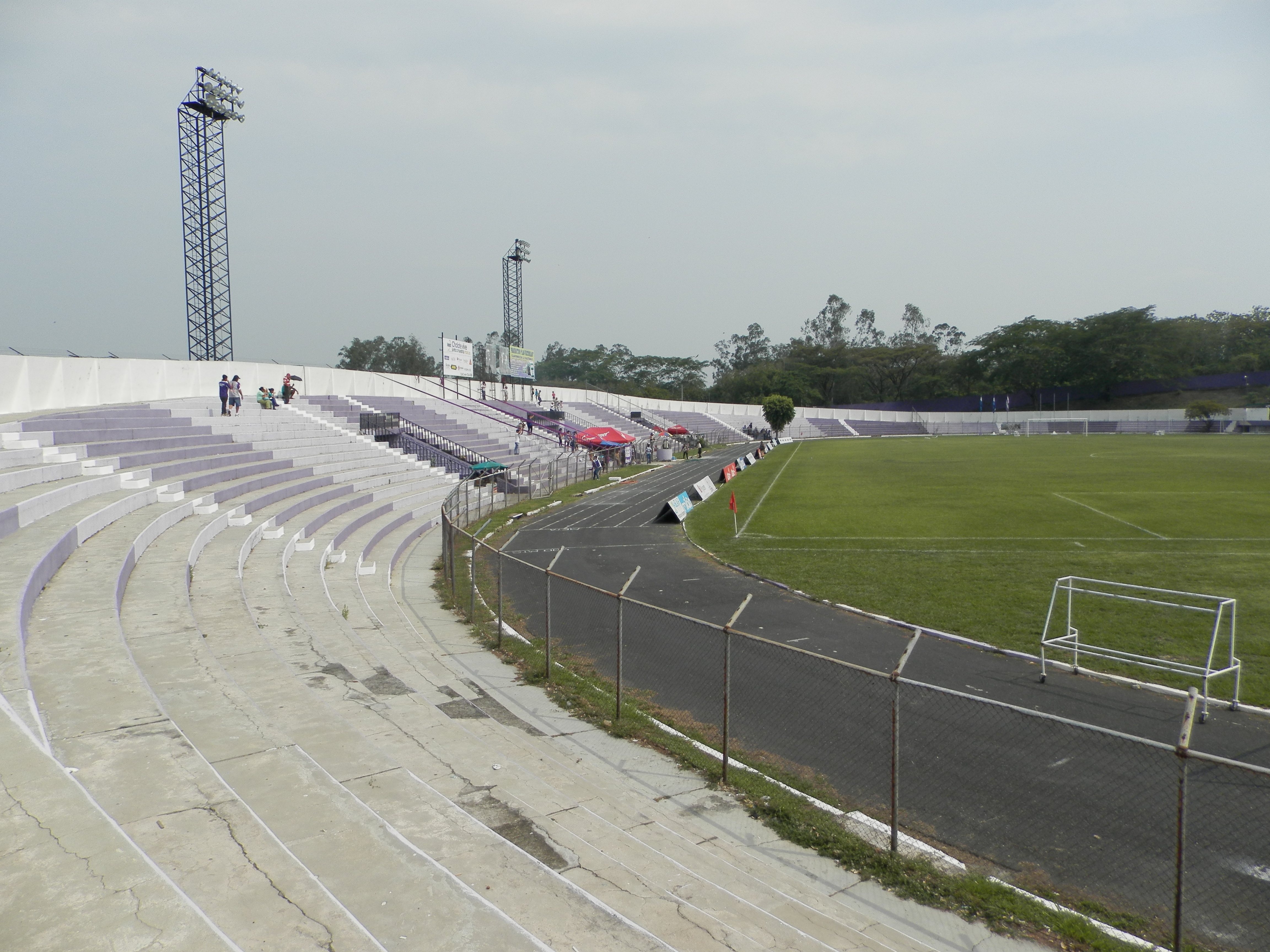
Vista del sector general del estadio

| Localidad     | Capacidad según INDES |
| ------------- | --------------------- |
| General (SOL) | 10 000                |
| Tribuna Alta  | 2500                  |
| Tribuna Baja  | 2500                  |
| TOTAL         | 15 000                |

## Detalles
El Estadio es el más grande de la zona norte y del departamento además es el cuarto más grande de El Salvador los momentos más gloriosos han sido desde 2003 hasta el 2010 casi una década “El Chalate” estuvo en primera división y el estadio se llenaba cada domingo por la tarde que jugaba el equipo. El 16 de diciembre de 2009 fue inaugurado el alumbrado eléctrico que permitiría al equipo jugar partidos nocturnos, los cuales se siguen llevando a cabo a pesar de que la Asociación Deportiva Chalatenango se encuentra desde 2015 en primera división a raíz de la compra de la categoría para volver a estar con los equipos de privilegio.

Desde 2009 juega algunos partidos de local el Alacranes del Norte.

## Como llegar
Si viaja en vehículo, debe de tomar la carretera que lo lleva a la ciudad de Chalatenango específicamente en el Kilómetro 72½ a unos metros después del desvió de la Longitudinal del norte y la antigua calle a la cabecera.
Si viaja en bus serían las siguientes rutas # 125 # 300 # 300B # 170 y solo piden que los bajen frente al estadio.